# Kriegstrauung
Eine Kriegstrauung ist eine Form der Eheschließung zwischen einer Frau, Kriegsbraut genannt, und einem Soldaten in Kriegszeiten in einem stark vereinfachten Verfahren, das ohne Aufwand innerhalb kürzester Zeit durchgeführt werden kann. So kann zum Beispiel auf das Aufgebot verzichtet werden oder eine Ferntrauung vollzogen werden.
Nachtrauungen nach dem Tod des Soldaten sind zwar unwirksam, aber die Braut wird wie eine Witwe behandelt.
Zu Zeiten des Zweiten Weltkriegs wurden Kriegstrauungen häufig durch Sonderrationen honoriert.

## Quelle
- Kriegstrauung In: rechtslexikon.net